# Валь-ди-Ното
Валь-ди-Ното (итал. Val di Noto) — регион в юго-восточной Сицилии, расположенный на плато вблизи Иблейских гор.
В 1693 году весь этот район, с его городами и посёлками, был полностью разрушен сильнейшим землетрясением. Последовавшее за этим восстановление городов породило особый архитектурный стиль, получивший название «сицилийское барокко». Наиболее примечательные образцы этого стиля представлены в городе Ното.
В этом регионе также находится древний город Акрай (ныне это часть коммуны Палаццоло-Акрейде), основанный в 664 году до н. э. и ставший первой колонией коринфийцев на острове. Он был обнаружен в XVI веке, а спустя три столетия начались первые крупные раскопки, которые обнаружили новые интересные факты, касающиеся ранней истории восточной Сицилии.
В июне 2002 года UNESCO включила восемь городов этого региона в список всемирного наследия, среди которых Кальтаджироне, Милителло-ин-Валь-ди-Катания, Катания, Модика, Ното, Палаццоло-Акрейде, Рагуза и Шикли.